# Mieczysław Bilski (polityk)
Mieczysław Bilski (ur. 7 grudnia 1875 w Litwinowie, zm. po 1938) – polski prawnik, działacz państwowy II Rzeczypospolitej.

## Życiorys
Urodził się w rodzinie Leopolda i Karoliny z Jaworskich. W 1894 zdał egzamin dojrzałości w C. K. Gimnazjum w Brzeżanach. Następnie ukończył studia na Wydziale Prawa Uniwersytetu Lwowskiego. Od 1902 roku pracował w galicyjskiej administracji krajowej jako komisarz powiatowy. Następnie pełnił funkcję sekretarza Namiestnictwa we Lwowie. W 1907 ożenił się z Marią Podsońską. W czasie I wojny światowej służył w wojsku austriackim na froncie bałkańskim (Czarnogóra).
Od 1918 roku na stanowisku kierownika inspektoratu administracyjnego Ministerstwa Spraw Wewnętrznych odrodzonego państwa polskiego. W roku 1923 został awansowany na dyrektora Departamentu Bezpieczeństwa Publicznego w MSW. 1 września 1923 roku został mianowany wojewodą kieleckim (faktycznie objął urząd 25 września tego roku). Był urzędnikiem najkrócej piastującym to stanowisko, gdyż już 6 maja 1924 roku mianowano go wojewodą śląskim w miejsce zmarłego Tadeusza Konckiego.
Podczas przewrotu majowego w 1926 roku zdecydowanie opowiedział się po stronie rządu Wincentego Witosa i przeciwko zwolennikom Józefa Piłsudskiego. W konsekwencji już 3 września 1926 roku został odwołany ze stanowiska. Wówczas ChD i NPR, przeciwne w roku 1924 jego nominacji w Katowicach (jako człowieka spoza Śląska), bezskutecznie interweniowały w sprawie pozostawienia go jako wojewody śląskiego. Wrócił na Kresy, jego dalsze losy nie są znane.

## Ordery i odznaczenia
- Krzyż Komandorski Orderu Odrodzenia Polski (7 listopada 1925)[2]
- Krzyż Oficerski Orderu Odrodzenia Polski (2 maja 1923)[3][4]